# Садчиково
Садчиково — упразднённая в 1972 году деревня в Знаменском районе Тамбовской области. Входила в состав Покрово-Марфинского сельсовета. В XXI веке — урочище Садчиково.

## География
Находился к северу от деревни Ильинка, у прудов, возле административной границы с Богословским сельсоветом.
Возле деревни находились селения Путевка, Каретовка (Коретовка), Марьино-Ольшанка, не существующие в XXI веке.

## История
Деревня Садчикова обозначена на картах XIX века. Топографический межевой атлас Тамбовской губернии, составленный в 1860 году чинами Межевого Корпуса под руководством генерал-лейтенанта Менде и изданный в 1862 году в Москве, приводит деревню возле населённого пункта «хутора Ильинские, Рождественские». Также деревня Садчикова возле х. Ильинские обозначена на специальная карта Европейской России, созданная под руководством Ивана Афанасьевича Стрельбицкого Военно-Топографическим Отделом Главного Штаба с ноября 1865 года по ноябрь 1871 года На карте Тамбовского уезда 1899 года, составленной землемером Коваленко, деревня обозначена возле хутора Ильинский.
Упоминается в епархиальных сведениях 1911 года по церковному приходу села Богословка.
В 1950-е годы входила в Тамбовский район.
Решением исполкома областного Совета от 25 апреля 1972 года № 352 исключена из перечня населенных пунктов области.

## Население
В 1932 году — 108 жителей.

## Инфраструктура
Личное подсобное хозяйство.
На предвоенной карте СССР обозначена школа, совхоз Виктория.

## Транспорт
Урочище Садчиково находится в пешей доступности от автомобильной дороги федерального значения Р193.